# جون بيندكت
جون بيندكت (بالإنجليزية: John Benedict)‏ هو سياسي أمريكي، ولد في 6 فبراير 1649 في الولايات المتحدة، وتوفي في 11 نوفمبر 1729 في نوروولك في الولايات المتحدة. انتخب عضو مجلس نواب كونيتيكت.